# Gnevsdorf (Rühstädt)
Gnevsdorf ist ein bewohnter Gemeindeteil von Rühstädt im Landkreis Prignitz in Brandenburg.

## Geografie

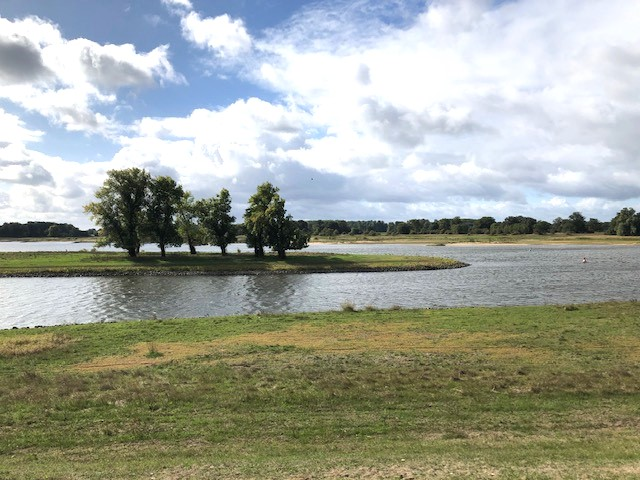
Mündung des Gnevsdorfer Vorfluters (vorn) in die Elbe (hinten)

Der Ort liegt einen Kilometer südöstlich von Rühstädt an der Mündung der Havel, bzw. des Gnevsdorfer Vorfluters in die Elbe. Die Nachbarorte sind Lanken, Groß Lüben und Bad Wilsnack im Nordosten, Legde und Ziegelei im Osten, Abbendorf im Südosten, Neukirchen im Süden, Schönberg am Deich im Südwesten, Schüring im Westen sowie Rühstädt im Nordwesten.

## Geschichte
Die erste schriftliche Erwähnung des Ortes stammt aus dem Jahr 1384.

## Sehenswürdigkeiten

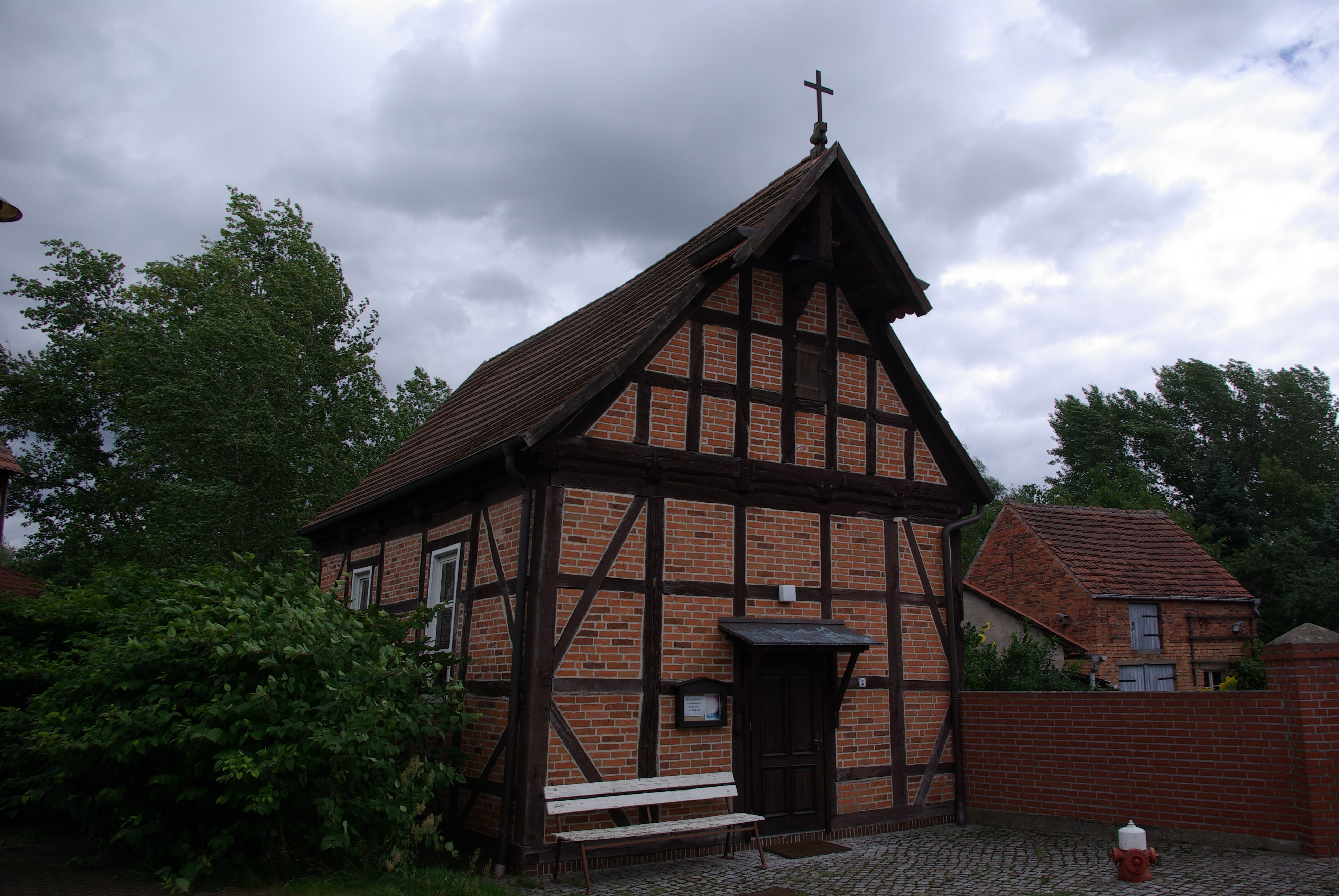
Dorfkirche

- Dorfkirche Gnevsdorf (Prignitz)